# Bobu, Gorj
Bobu este un sat în comuna Scoarța din județul Gorj, Oltenia, România. Face parte din această comună din anul 1968,când în urma aplicării prevederilor Legii nr. 2/1968, comuna Bobu se desființează iar satele sale sunt arondate comunei Scoarța. În perioada medievală satul apare în documente sub numele de Dârmoxa sau Dârmocul, acest nume fiind considerat de unii cercetători ca având origine dacică.

## Vezi și

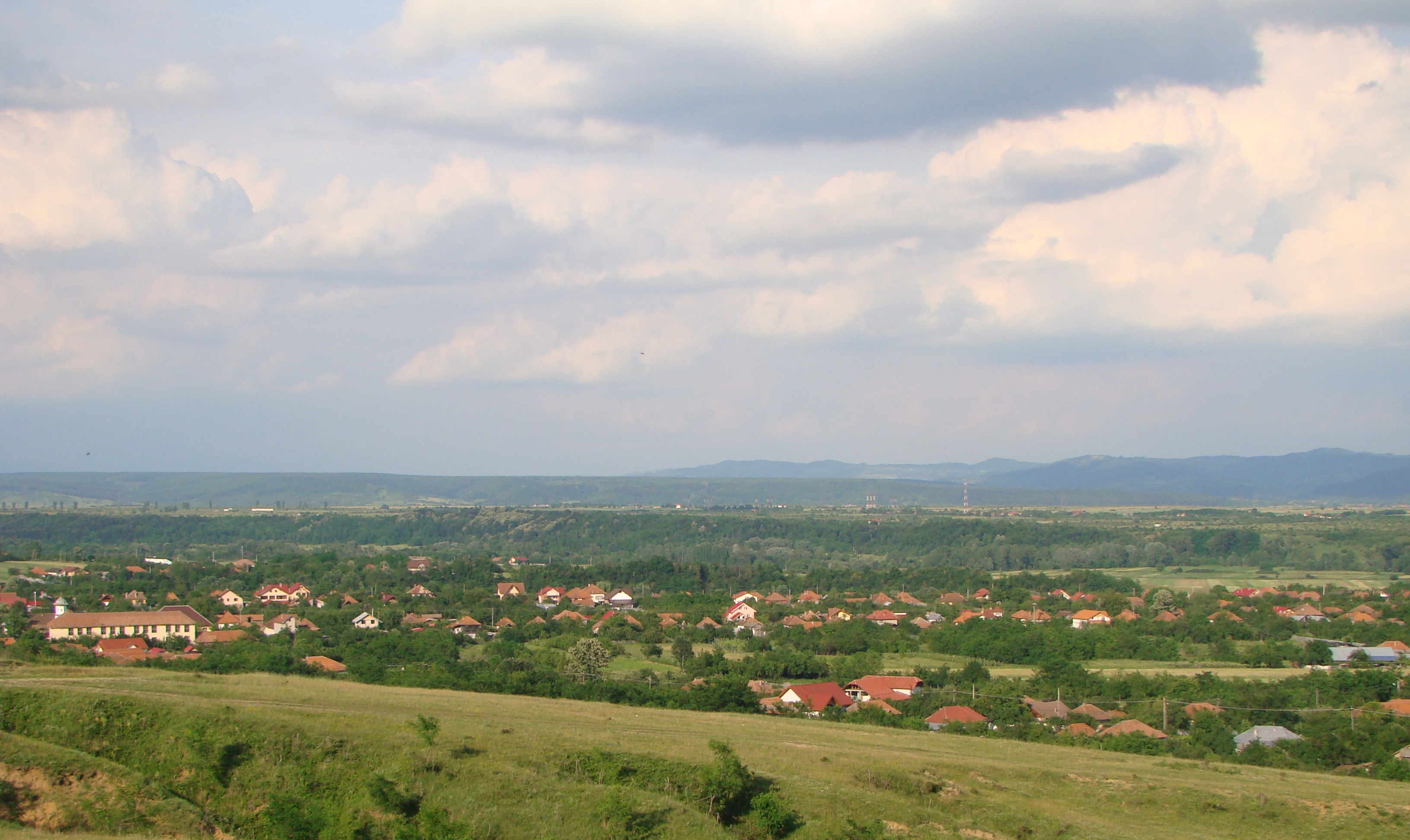
Panorama satului de pe dealul Gorgania

- Biserica de lemn din Bobu-Bobaia
- Biserica de lemn din Bobu-Gorgania

 Acest articol despre o localitate din județul Gorj este deocamdată un ciot. Puteți ajuta Wikipedia prin completarea lui.